# Jenny Korb

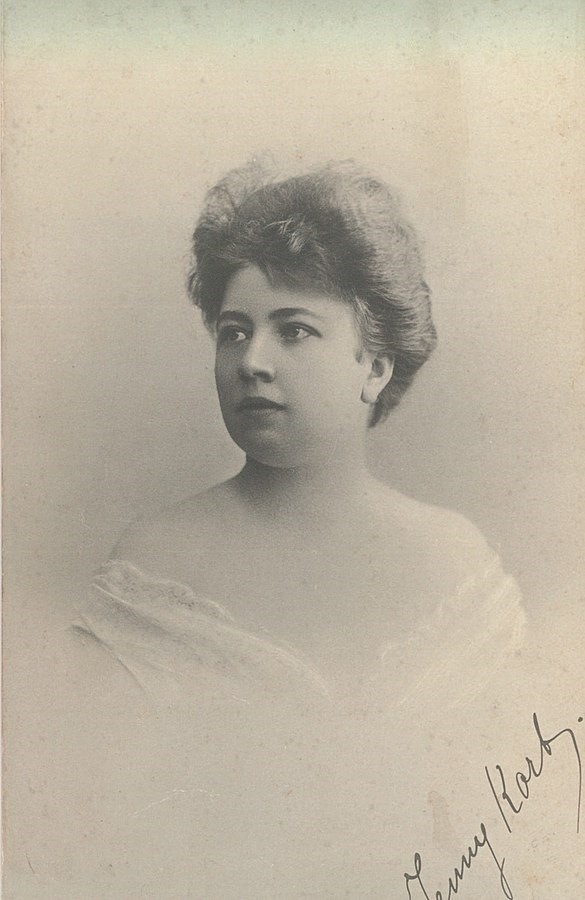
Jenny Korb (1906)

Eugenia Josephina Veronika Theresia „Jenny“ Korb (* 30. Oktober 1869 in Wien; † 4. November 1937 in Wien) war eine österreichische Opernsängerin (hochdramatischer Sopran) und Gesangspädagogin.

## Herkunft

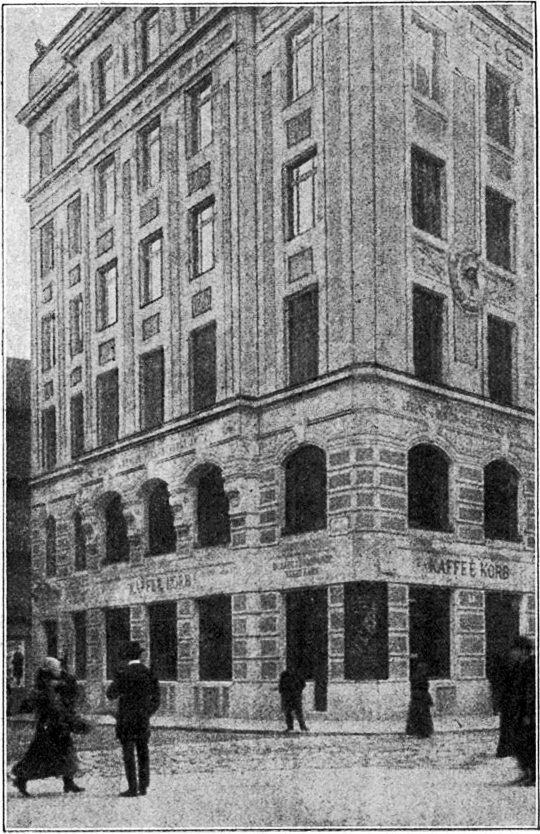
Café Korb (1904)

Jenny Korb kam als drittes Kind von Adolph Felix Julius Korb (1837–1891) und Amalia Anna Korb (geb. Hoffstätter, 1845–1928) zur Welt. Während ihr Großvater mütterlicherseits Joseph Hoffstätter k. k. Hofjuwelier war, stammte ihr Vater Adolph Korb aus Böhmen und war wohlhabender Fabrikinhaber sowie Hauseigentümer in der Inneren Stadt, der Josefstadt und in Dornbach. 
Durch Verschlechterung der Wirtschaftslage zu Ende der 1860er Jahre und den Verlust seiner Position sah Adolph Korb sich gezwungen, Liegenschaften zu veräußern und mit dem Erlös 1875 ein Café an der Ecke Florianigasse-Rathausstraße zu eröffnen. 1888 etablierte sich das Ehepaar Korb als „Kaffeesieder“ in der Inneren Stadt (Tuchlauben 11). Zwei Jahre danach starb Adolph Korb überraschend. Die Mutter Jennys führte das Café allein weiter. 1904 übersiedelte das Café Korb in ein repräsentatives, von Julius Mayreder geplantes neues Gebäude gegenüber (Brandstätte 9), wo es bis heute besteht.

## Studium
Während sich die Brüder Jenny Korbs auf „bürgerliche Berufe“ vorbereiteten – Rudolf (1865, † nach 1933) studierte Rechtswissenschaften, wurde Dr. iur., später Finanzrat, Karl (1866–1918) wurde Privatbeamter – galt Jennys ganze Begeisterung der Musik. Im Herbst 1883 am Konservatorium der Gesellschaft der Musikfreunde in Wien (heute Universität für Musik und darstellende Kunst Wien) aufgenommen, wurde sie von dem bestrenommierten Pianisten und Musikpädagogen Josef Dachs (1825–1896) zur Pianistin ausgebildet. Dachs beurteilte Jenny Korb bereits bei ihrem Studienantritt in der Studenten-Matrikel „als sehr gute Schülerin“. Als Nebenfächer belegte Korb – abgesehen von theoretischen Fächern – Kammermusik, Orchestermusik, Chorschule und Chorübungen. Nach sechs Semestern absolvierte Jenny Korb ihre Diplomprüfung vor der Jury (Dir. Joseph Hellmesberger senior, Ludwig Bösendorfer u. a.) mit der Suite in d-Moll für Soloklavier Op. 91 von Joachim Raff mit Auszeichnung und Zuerkennung der Gesellschaftsmedaille.
Bereits während ihrer Studienzeit war man bei den Chorübungen auf die außergewöhnliche Stimme Jenny Korbs aufmerksam geworden, sodass man ihr empfahl, ein Gesangsstudium anzuschließen. So wurde sie im Wintersemester 1886/87 in den 2. Jahrgang der Gesangsklasse von Prof. Johannes Ress (1839–1916) aufgenommen. Die im Studiengang obligaten Nebenfächer wie Mimik und Tanz, die vom Solotänzer der K. k. Hofoper Julius Price unterrichtet wurden, sowie Turnen, Fechten und italienische Sprache zielten auf die Erfordernisse einer späteren Karriere im „modernen“ Opernbetrieb ab. Nach Beendigung dieser Studien am Konservatorium im Sommersemester 1891 setzte sie privat ihre Ausbildung bei Gesangspädagogin Emma Götzl (1863–1940) fort, die später durch ihr Standardwerk Die Aussprache des Deutschen im Gesang großen Bekanntheitsgrad erlangte.

## Karriere

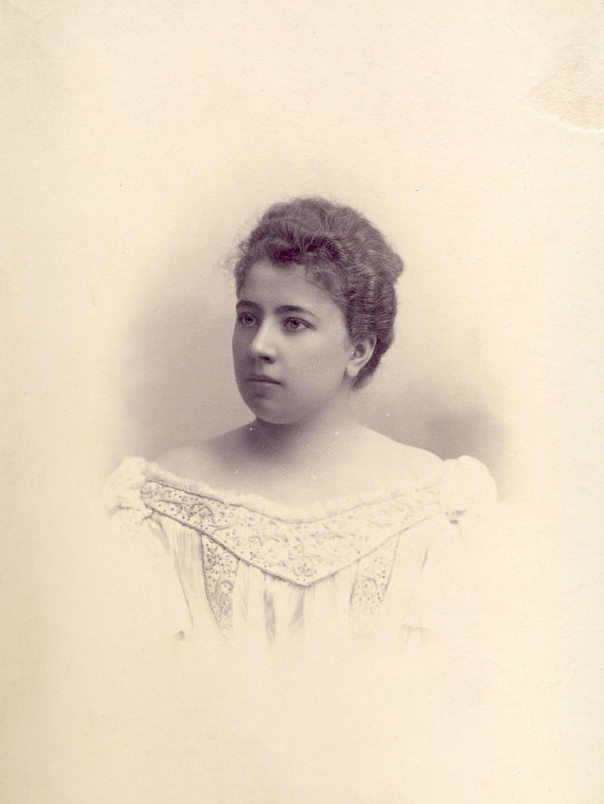
Jenny Korb (um 1900)

Jenny Korb erhielt ihr erstes Bühnen-Engagement für die Saison 1894/95 an das Stadttheater bzw. die Schaubühne von Marburg – dem heutigen Maribor. Sie wurde in einer Reihe von Operetten in führenden Rollen – die ihr durchwegs gute Kritiken einbrachten – eingesetzt so z. B. allein in vier Operetten von Johann Strauß (Sohn): Die Fledermaus als Adele, in Jabuka – das Apfelfest als Jelka, in der Titelpartie von Prinz Methusalem und im Zigeunerbaron als Czipra. In Franz von Suppès Boccaccio interpretierte sie die Titelfigur, in Carl Millöckers Der arme Jonathan sang sie die Partie der Arabella.
1896 folgte ihr Debüt im Opernfach am Neuen königlichen Hoftheater in Wiesbaden mit der Rolle der Elisabeth in Tannhäuser. Nach zwei weiteren Gastauftritten wurde Jenny Korb für drei Jahre mit Bühnenvertrag zur „königlichen Opernsängerin“ bestellt. Danach hieß es in einer Pressemeldung:
„Eine junge Wiener Sängerin, Fräulein Jenny Korb, hat in ihrem ersten (sic!) Bühnenengagement, am Hoftheater Wiesbaden, namhafte Erfolge aufzuweisen. Sie trat dort unter Anderem als „Valentine“ in den Hugenotten und „Aida“ auf. Die Kritik hebt die ungewöhnlich schöne Stimme und tüchtige Gesangsausbildung der Dame hervor und prophezeit ihr eine bedeutende Zukunft.“
Bereits in ihrer ersten Saison wurde sie in Don Giovanni als Donna Anna, in der Zauberflöte als Erste Dame, in der Walküre als Helmwige, im Fliegenden Holländer als Senta und in der Cavalleria rusticana als Santuzza besetzt. Es folgten u. a. Mercédès in Carmen, Waldvogel in Siegfried und Brünnhilde in Rheingold.
Während ihrer Wiesbadener Zeit wurde Korb aber auch wiederholt an andere deutsche Häuser zu mehrtägigen Gastspielen eingeladen, so z. B. an das Stadttheater Mainz (als Sieglinde in Siegfried, als Senta im Fliegenden Holländer, als Elisabeth in Tannhäuser oder als Valentine in den Hugenotten), an das Stadttheater Köln (als Aida, als Donna Anna in Don Giovanni, in der Titelpartie von Norma oder als Gräfin in Figaros Hochzeit) oder an das Opernhaus Frankfurt am Main (als Aida, als Valentine in den Hugenotten und als Leonore in Der Troubadour).

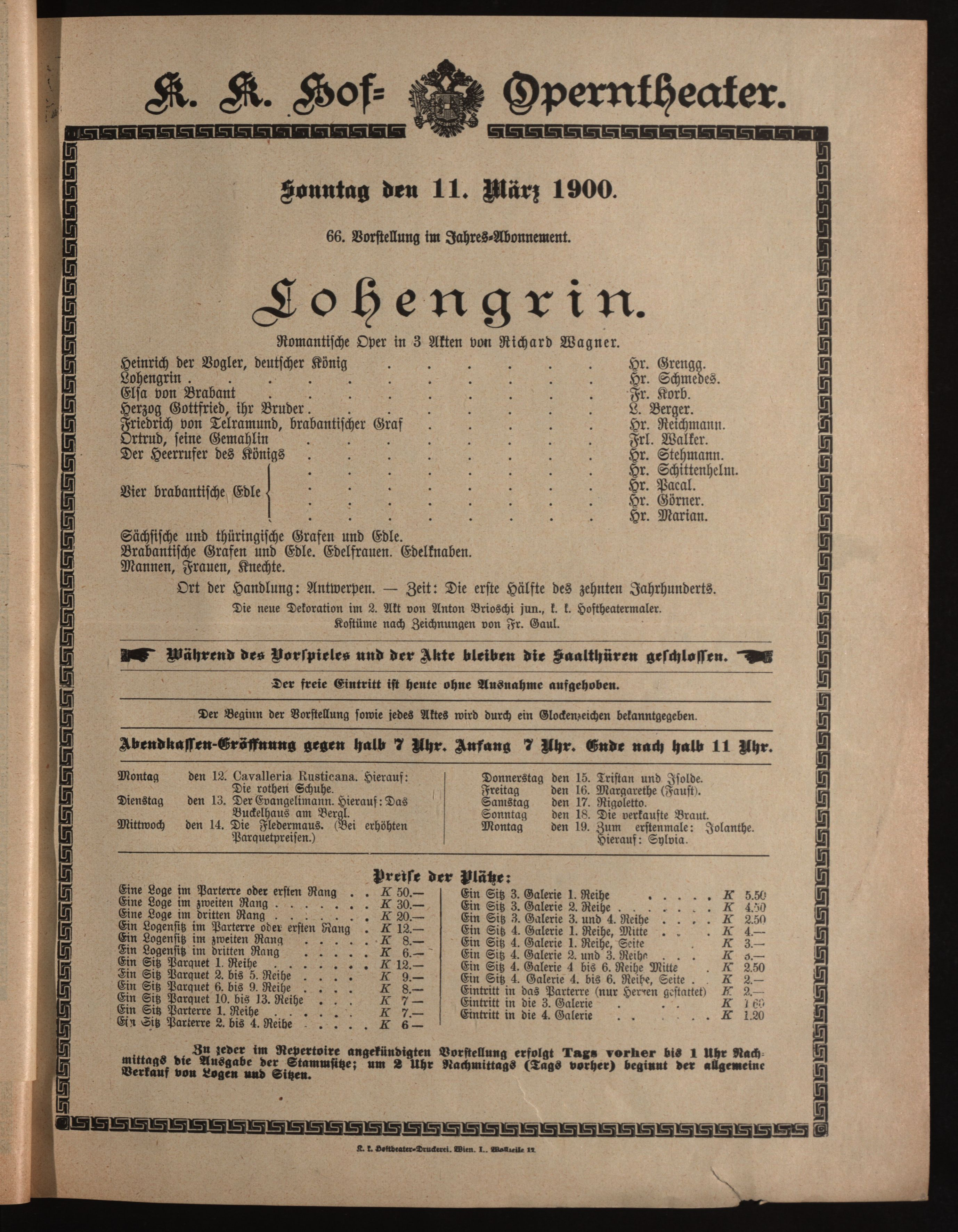
Theaterzettel K. K. Hof-Operntheater Wien, Lohengrin, 11. März 1900

Ab 1898 war sie am K. k. Hofoperntheater Wien mehrfach Gast, darunter als Elsa in Lohengrin und in der Titelrolle von Aida. Mit Wirksamkeit vom 1. Jänner 1900 wurde sie von der Direktion Gustav Mahler für drei Jahre unter Vertrag genommen. In dieser Zeit trat sie u. a. unter den Dirigenten Gustav Mahler, Josef Hellmesberger junior, Franz Schalk und Bruno Walter mit Kollegen und Kolleginnen wie Leo Slezak, Theodor Reichmann, Anna Bahr-Mildenburg und Marie Gutheil-Schoder auf.
Ihr erster Gastauftritt am Neuen Theater Leipzig als Valentine (Die Hugenotten) am 13. September 1902 wurde von Publikum und Presse enthusiastisch gefeiert. So heißt es in der Abendausgabe des Leipziger Tageblatts am 15. September: […] „Valentine, die Heldin jener mit den Gräueln einer Haupt-und Staatsaction ohne Gleichen verquickten Liebesgeschichte, wurde von Fräulein J e n n y  K o r b von der Hofoper in Wien wiedergegeben, einer Künstlerin von nicht gewöhnlichem Schlage. Schöne, wohltimbrirte, zum Theil blendende stimmliche Mittel von ausgezeichneter, manierenloser Bildung, überraschend leicht die Intonation in allen dynamischen Abstufungen und strahlend der Ton, namentlich in der höchsten Lage, reine Sprache (vom Gaumen – r abgesehen), warmblütiger, abgeklärter Vortrag in sauberster Phrasirung und kräftiger Steigerung – und dazu eine temperamentvolle, von einer ansehnlichen Erscheinung getragene, vornehme, nur hier und da vielleicht etwas gemachte Gestaltung: so mußte sie den Hörer packen und Stürme des Beifalls entfesseln. […] “.

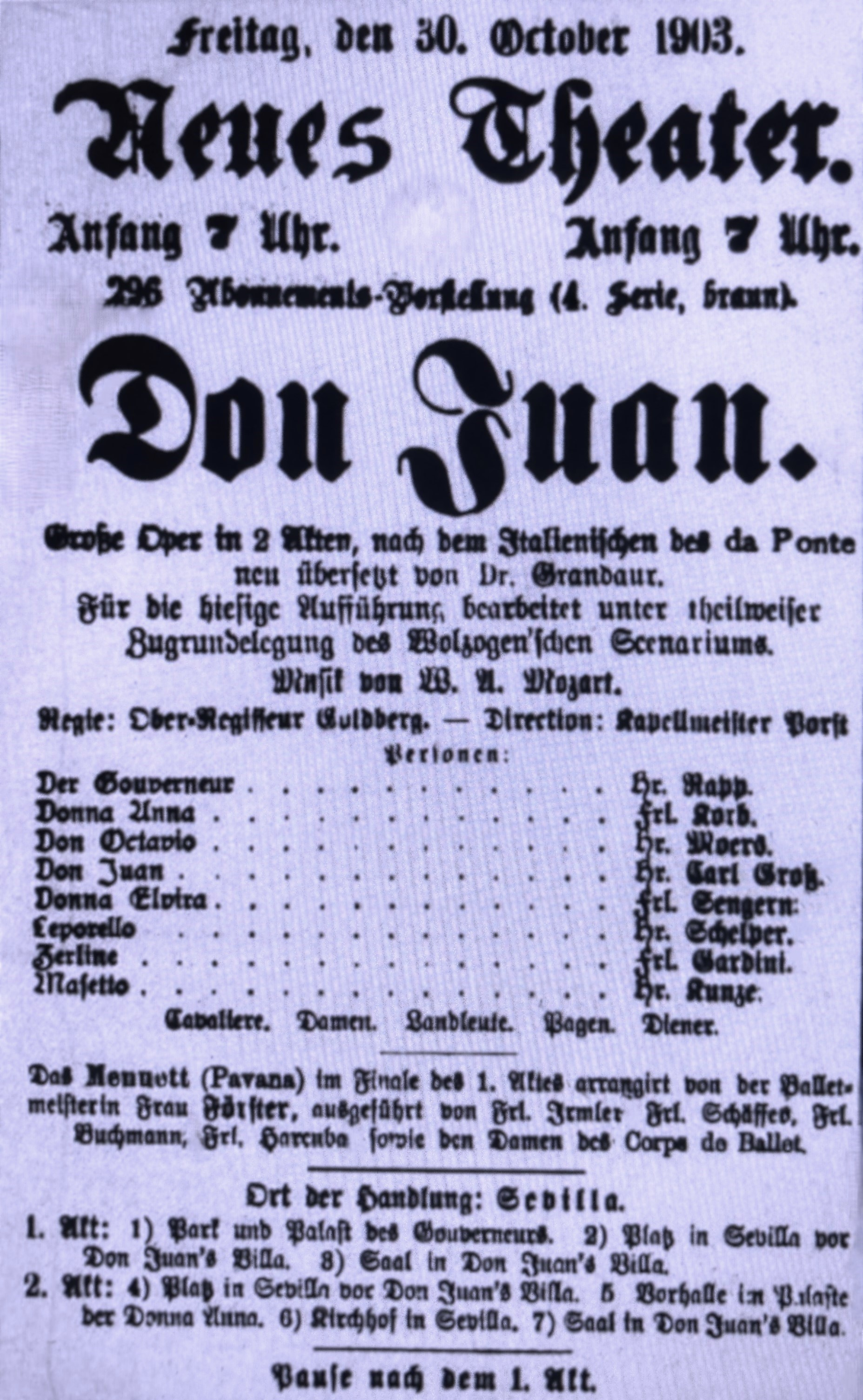
Theaterzettel Stadttheater Leipzig – Neues Theater, Don Juan, 30. Oktober 1903

Auf diesen Abend folgten ihre Darbietungen in Aida und Tannhäuser, worauf Jenny Korb im Oktober 1902 als Erster Sopran an das Haus engagiert wurde. Kurz danach konnte sie am Haus auch mit der Interpretation der Elisabeth im Oratorium "Die Legende von der heiligen Elisabeth" von Franz Liszt ihre Vielseitigkeit unter Beweis stellen. Bis 1904 verkörperte sie u. a. Woglinde / Rheingold, Marthe / Evangelimann, Amalie / Maskenball, Kassandra / Die Einnahme von Troja, Pamina / Die Zauberflöte, Gräfin Almaviva / Figaros Hochzeit und Donna Anna / Don Giovanni. 1904 trat sie auch wieder an einer Reihe anderer deutschen Opernhäuser als Gast auf (z. B. als Agathe am Opernhaus Hannover in Der Freischütz, als Aida an der Berliner Hofoper und ebenso in Köln).
Wie schon 1902 für Aida erhielt Korb für die Saison 1905/06 neuerlich eine Einladung an das Stadttheater Graz für mehrere Gastauftritte (als Senta / Der fliegende Holländer, Donna Anna / Don Giovanni, Leonore / Troubadour). Diesen Abenden folgte ein fünfjähriges Gastengagement an das Grazer Haus. Bereits in den ersten vier Monaten stellte sie sich dem Grazer Publikum an über 20 Abenden in weiteren zehn Rollen vor (z. B. in der Festvorstellung von Die Hugenotten, in der Korb Valentine und ihr Bühnenpartner Leo Slezak die Rolle des Raoul de Nangis verkörperten, nach welcher diesem auf der Bühne die Ernennungsurkunde zum k.k. Kammersänger überreicht wurde).
Es folgten ab Beginn des Jahres 1906 eine Reihe von Abenden weiterer großer Opernpartien von Mascagni, Mozart, Verdi, Wagner, Weber, Fischhof – eine Zeit, in der Jenny Korb auch die extreme Partie von Richard Strauss’ Salome erarbeitete. Dass sie dabei auch in sakralen Konzerten – wie im vielbeachteten Kirchenkonzert des Deutschen evangelischen Gesangsvereins in der Evangelischen Hauptkirche am 25. März als Solistin diverser Arien – auf dem Programm aufscheint, ist erstaunlich.

### Österreichische Erstaufführung vonSalome(1906)

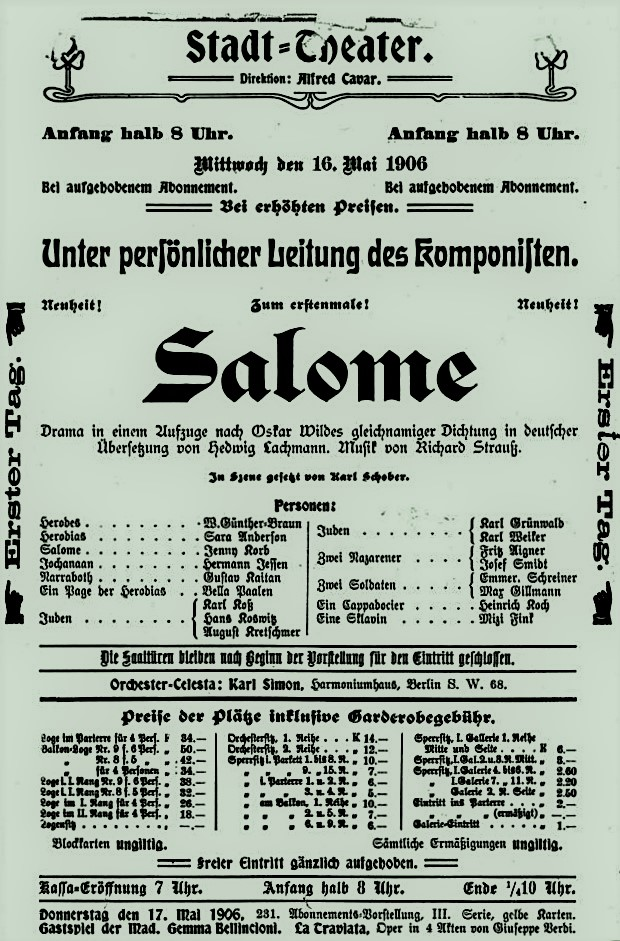
Theaterzettel Stadt-Theater Graz, Uraufführung Salome, 16. Mai 1906

Am 16. Mai 1906 schrieb Korb schließlich als „Salome“ in der österreichischen Erstaufführung der gleichnamigen Oper unter der Stabführung des Komponisten Musikgeschichte. Nicht nur für ihre stimmliche und darstellerische Leistung, sondern auch für ihren bemerkenswerten Tanz der sieben Schleier wurde Korb von der Kritik (bei dem häufig Sängerinnen von einer Ballerina gedoubelt werden) stürmisch gefeiert. (So heißt es etwa in der Wiener Zeitung vom 17. Mai 1906: [...] Der Tanz mit den sieben Schleiern vor Herodes war ein Meisterstück!). Gerade nach dem Tanz, den Richard Strauss als „Kernpunkt der Handlung“ sah, „folgt die grausige Schlussapotheose“, die das Publikum mit anhaltenden Ovationen bei 20 Vorhängen honorierte. Auch die weiteren fünf Abende waren ausverkauft und ernteten enthusiastischen Applaus. Die Grazer Salome-Produktion leitete den Siegeszug des Werkes auf den internationalen Bühnen ein. Zwischen 4. und 20. Mai des Folgejahres sang Korb am Grazer Stadttheater neuerlich fünf Mal die Partie der Salome und an zwei Abenden im Juni danach ebenso beim Salome-Gastspiel des Breslauer Stadttheaters am Deutschen Volkstheater in Wien.

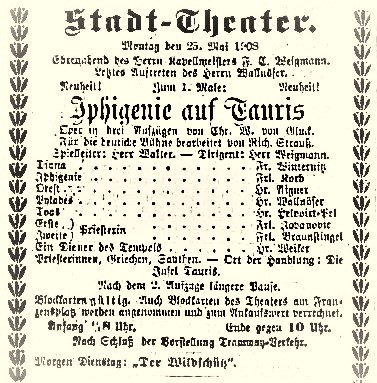
Programm Stadt-Theater Graz Iphigenie auf Tauris, 25. Mai 1908

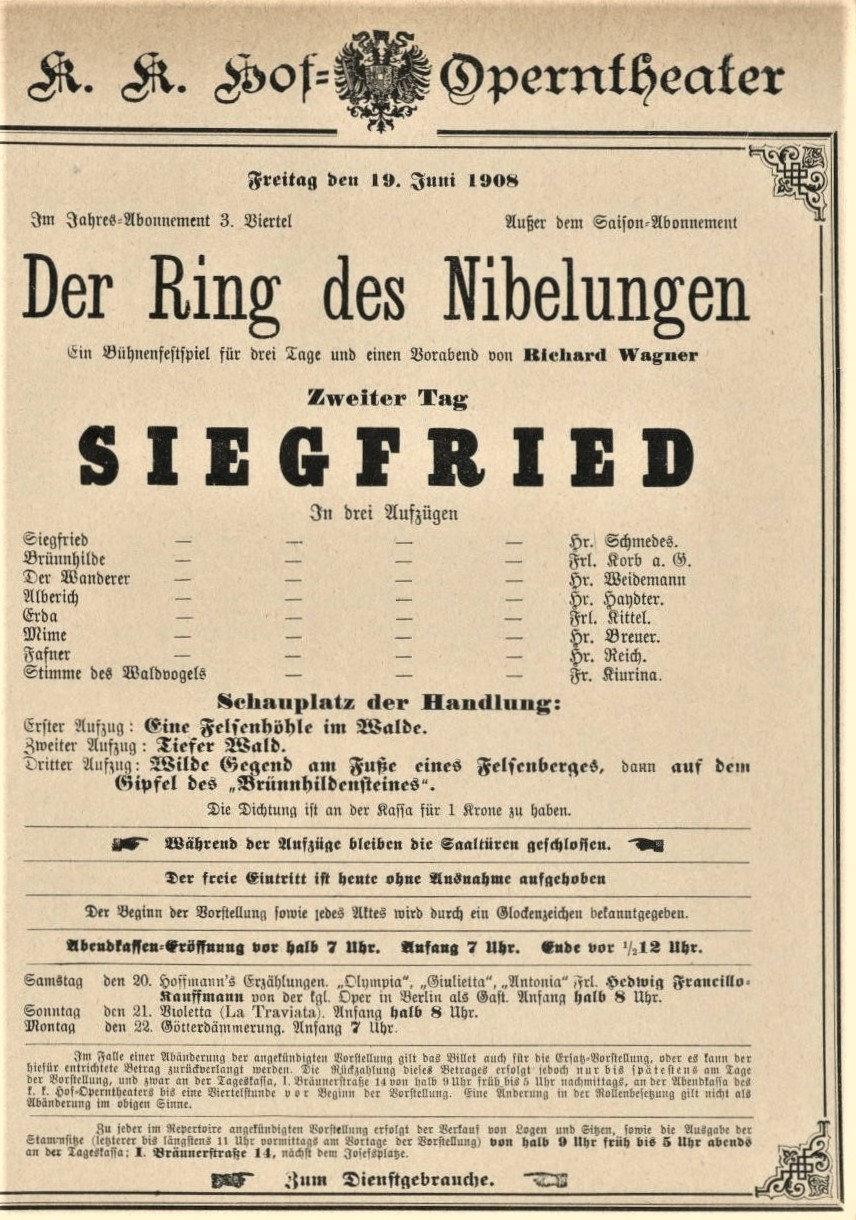
Theaterzettel K. K. Hof-Operntheater Wien, Siegfried, 19. Juni 1908

Trotz der Bindung Jenny Korbs an das Grazer Haus gelang es dem Nachfolger Gustav Mahlers, Hofoperndirektor Felix Weingartner, zwei Jahre danach, sie vertraglich für eine zweite Gastspielserie in Wien (20 Abende in der Saison 1908/09) – u. a. als Partnerin von Leo Slezak (Aida) und Richard Mayr (Die Hugenotten, Der fliegende Holländer) oder Erik Schmedes (Siegfried) – zu gewinnen.
In diese Zeit fällt auch das große Festkonzert zur Einweihung des Grazer Stefaniensaals am 28. November 1908, das in der Aufführung von Ludwig van Beethovens Neunter Symphonie gipfelte. In der Presse (Grazer Volksblatt, 30. November 1908) erfuhr diese Veranstaltung höchste Anerkennung, wobei dem Soloquartett mit „… den besten Künstlern unserer Oper“ (Jenny Korb/Sopran, Elsa Bengell/Alt, Karl Koß/Tenor und Theo Werner/Bass) besonderer Beifall gezollt wurde.

### Grazer Erstaufführung vonElektra(1909)

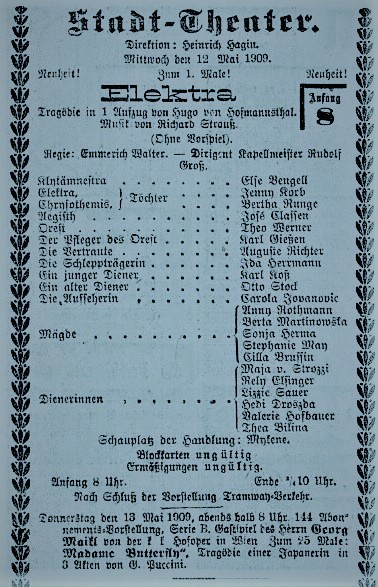
Programm Stadt-Theater Graz, Elektra, 12. Mai 1909

Am 12. Mai 1909 dirigierte Kapellmeister Rudolf Groß – kurz nach der Wiener Erstaufführung – die Grazer Erstaufführung von Richard Strauss’ Elektra. Erntete die Uraufführung am 29. Jänner 1909 in Dresden sehr zurückhaltende Kritiken, so wurden viereinhalb Monate danach sowohl die Premiere als auch die vier weiteren Aufführungen in Graz zum umjubelten Ereignis der Saison. Über Jenny Korbs Leistung heißt es im Grazer Volksblatt am Tag nach der Premiere:

„Jenny Korb, die schon als Salome eine Stimmkraftprobe bestand, hatte als Elektra noch gewaltigeres zu leisten. War Jenny Korb auch nicht Elektra, die nur noch ‚der Leichnam ihrer selbst ist‘, deren Arme verdorrt sind, so war sie in Stimme und Spiel glänzend für die Rolle disponiert. All das Wilde, Tierische, das Geifernde, Lauernde, all das teilte sie ihrer Elektra mit. Und wenn sie schreit: ‚Triff noch einmal! …‘, mit gellender, wahnsinniger Stimme, da laufen einem die Schauer den Rücken hinab.“

Knapp fünf Jahre blieb Korb Graz verpflichtet – Herbst 1905 bis Mai 1910 – und trat in mehr als 50 Hauptrollen auf. Dabei bestritt sie über 300 Vorstellungen. In der Saison 1908/09 war sie nebenbei auch von Direktor Felix Weingartner für 20 Gastabende neuerlich am Wiener K. k. Hofoperntheater verpflichtet worden, an dem sie wiederholt als Partnerin von Leo Slezak (Aida) und Richard Mayr (Die Hugenotten, Der fliegende Holländer) und Erik Schmedes wirkte. Auch andere Opernhäuser im deutschsprachigen Raum engagierten sie in dieser Zeit wiederholt zu Gastauftritten.
Am Höhepunkt Jenny Korbs Grazer Karriere endete ihr Engagement mit der Abschiedsvorstellung als Elsa in Lohengrin am 29. Mai 1910. Kurz davor hatte ein Rezensent in der Rückschau ihre stimmliche und darstellerische Individualität wie folgt beschrieben:

„Jenny K o r b ist eine jener seltenen Künstlerinnen, die nie versagen. Eine Künstlerin, die neben ihrer sieghaften Stimme und ihrem gewählten Vortrag, als bestes ein vibrierendes Temperament, ihre fesselnde Persönlichkeit in den Dienst der Sache stellen konnte. Ihre Kunst ist, von willensstarkem Streben geführt, allmählich zur Höhe emporgestiegen, […] wir erlagen ihrer lebensvollen, immer restlos ausgegebenen Individualität, die immer belebte, immer fesselte. Schade um die Künstlerin.“

Danach scheint Jenny Korb zwischen Mitte August und Mitte November 1915 an der Berliner Hofoper als Gast engagiert gewesen zu sein, da sie in dieser Zeit laut Melderegister gegenüber dem Opernhaus im "Hôtel Métropole", Unter den Linden Nr. 20, logierte. Bedauerlicherweise sind aus den frühen Jahrzehnten des 20. Jahrhunderts von der Oper unter den Linden weder Besetzungszettel noch sonstige Informationen über die Aufführungen erhalten. Für die Folgejahre ließen sich bis dato erst wieder ab der Saison 1917/18 weitere Bühnenverpflichtungen belegen. So heißt es im Wiener Neuen 8-Uhr-Blatt vom 18. Juli 1917 (Nr. 858 Seite 3) unter dem Titel „Vom neuen Direktor der Volksoper“: […] als hochdramatische Sängerin ist die bekannte Jenny Korb engagiert, sie soll – so behauptet Richard Strauss – eine der besten „Salomes“ und „Elektras“ sein (ein Jahrzehnt nach Korbs Triumphen in Graz …). Wie schon mehrfach in ihrer Karriere steht auch am Beginn dieses neuen Engagements die Titelpartie von Aida (7. September 1917) auf dem Programm. Noch 1917 folgten z. B. die Partien Isolde, Santuzza, Ortrud, 1918 Valentine, Kundry, Ortrud, Brünnhilde. Am 15. September 1918 scheint sie – zwischendurch – als Besetzung der Ersten Dame in der Zauberflöte an der Wiener Hofoper wieder auf (50. Aufführung dieser Inszenierung, eine Woche vor Ende des Ersten Weltkrieges). Danach war sie an der Wiener Volksoper bis zum Ende der Spielsaison 1919/20 noch in einer Reihe von Abenden, so etwa 1919 in einer Produktion von „Lohengrin“ als Ortrud, mit dem jungen Richard Tauber als Heerrufer, als Recha in Halévys „Die Jüdin“, als Erste Dame in der „Zauberflöte“, oder 1920 als Brünnhilde in „Götterdämmerung“ zu hören. 
1920 und 1921 kehrte sie wiederholt als Gast an das Grazer Opernhaus mit einigen ihrer Glanzrollen („Lohengrin“, „Aida“, „Die Hugenotten“, „Der Troubadour“) und unter dem Dirigat des jungen Clemens Krauss (der in Graz „entdeckt“ wurde) u. a. für zwei Abende (27. September und 2. Oktober 1921) als Salome zurück. In der dreispaltigen Kritik am 28. September heißt es auf der Titelseite des Grazer Volksblattes […] Das Orchester hatte unter diesem Dirigenten wieder seinen großen Tag. Und wieder war wie seinerzeit, Jenny Korb Salome. Ihre Stimme hat in dieser langen Zeit nicht gelitten, steigt aus den Fluten der Strauß’schen Dithyrambik mit klingender Kraft. […]

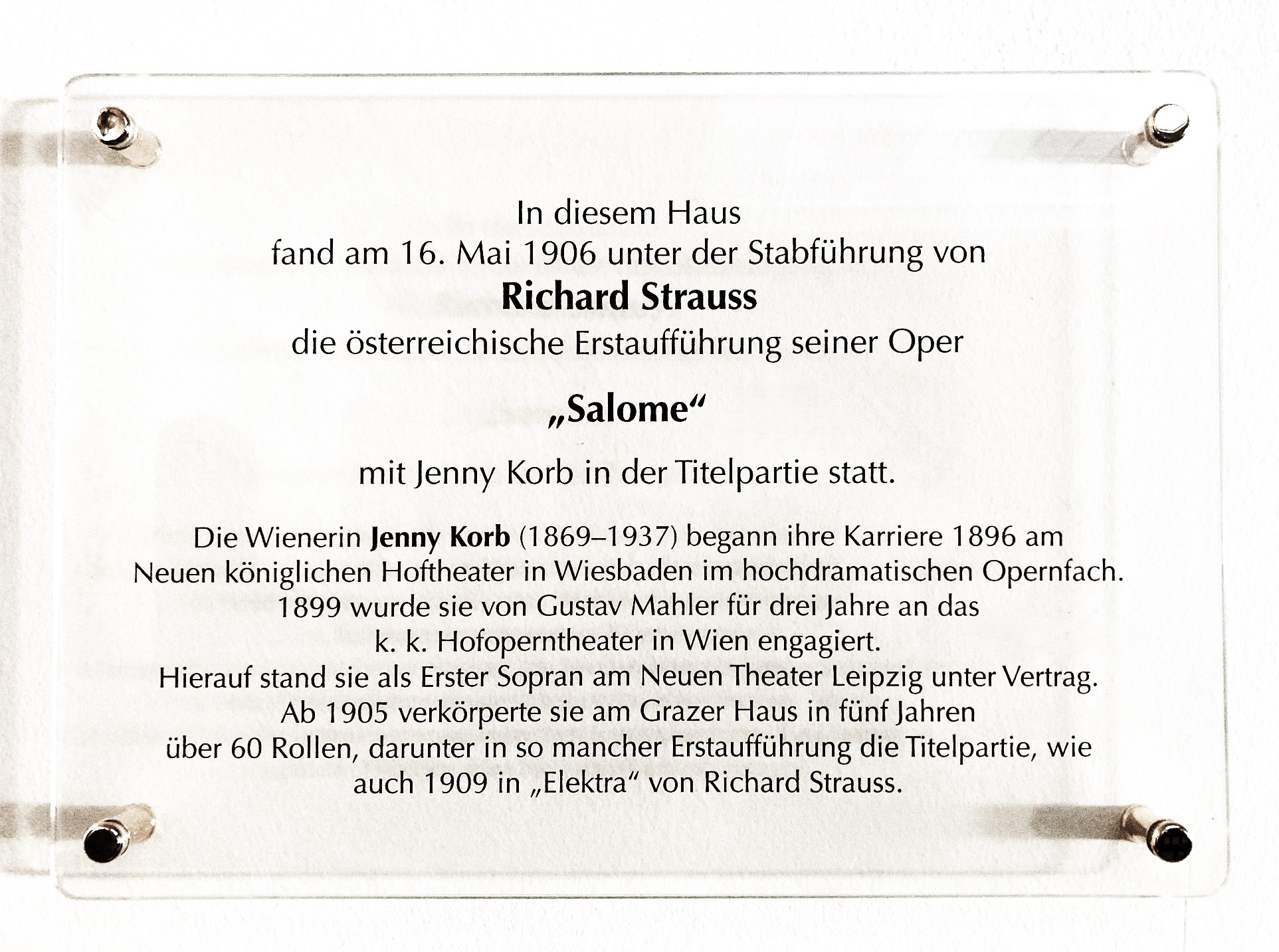
Salome – österreichische Erstaufführung, Gedenktafel Premieren-Foyer Oper Graz

Im Herbst des Jahres 2024 wurde aus Anlass des 125-jährigen Bestehens der Grazer Oper und im Gedenken an die 75. Wiederkehr des Todestages von Richard Strauss im Premieren-Foyer des Hauses eine Gedenktafel zur Erinnerung an die österreichische Erstaufführung der Oper Salome mit Jenny Korb in der Titelpartie enthüllt. 
Die in manchen Nachschlagwerken angeführte intensive Konzerttätigkeit Jenny Korbs ließ sich bislang nur sporadisch belegen.

### Gesangspädagogin
Ab den frühen 1920er Jahre lebte Jenny Korb wieder in Wien und war als Gesangspädagogin tätig. Einer ihrer prominenten Schüler war der deutsche Fotograf Arthur Benda, der kurz nach der Jahrhundertwende Assistent von Dora Kallmus („Madame d’Ora“) geworden war, und mit der Eröffnung ihres Pariser Fotostudios ihr Wiener Nachfolger wurde. Mit ihm gemeinsam trat Korb am 3. April 1930 bei einem Liederabend aus einem weitgefächerten Opernrepertoire im Wiener Konzerthaus auf, der nicht nur in Rezensionen von elf Wiener Tageszeitungen bzw. Magazinen, sondern auch im „New Yorker Herald“ durchwegs beste Kritiken erntete. So wird etwa im Wiener Salonblatt ihr schlagkräftiger, besonders in der Mittellage warmer und leuchtender Sopran hervorgehoben. Davon abgesehen heißt es z. B. in der Illustrierten Kronen-Zeitung: „(Konzert Jenny Korb – Arthur Benda). Längst kennt man Jenny Korb als ausgezeichnete Sopranistin und Vortragskünstlerin; mit Arthur Benda hat sie es kürzlich im Konzerthaussaal bewiesen, daß sie auch eine ebenso vortreffliche Gesangspädagogin ist“ […]
Jenny Korb starb am 4. November 1937 in Wien an Herzversagen. Sie wurde am 9. November auf dem Wiener Zentralfriedhof beigesetzt.
Sie war eine Nichte des Mediziners, Komponisten und Insektenforschers Peter Kempny und Cousine von Hedy Kempny.

## Repertoire
| Komponist                       | Werk                                   | Rolle               |  |
| ------------------------------- | -------------------------------------- | ------------------- |  |
| Eugen d’Albert                  | Tiefland                               | Martha              |  |
| Ludwig van Beethoven            | Fidelio                                | Leonore             |  |
| Vincenzo Bellini                | Norma                                  | Titelpartie         |  |
| Héctor Berlioz                  | Die Eroberung von Troja                | Kassandra           |  |
| Georges Bizet                   | Carmen                                 | Mercédès            |  |
|                                 |                                        | Micaela             |  |
| Robert Fischhof                 | Der Bergkönig                          | Ingeborg            |  |
| Christoph Willibald Gluck       | Iphigenie auf Tauris                   | Iphigenie           |  |
| Karl Goldmark                   | Heimchen am Herd                       | May                 |  |
|                                 | Die Königin von Saba                   | Königin             |  |
|                                 |                                        | Sulamith            |  |
| Charles Gounod                  | Faust (Gounod)                         | Margarete           |  |
|                                 | Roméo et Juliette                      | Julia               |  |
| Fromental Halévy                | La Juive                               | Rachel              |  |
| Engelbert Humperdinck           | Hänsel und Gretel                      | Gertrud             |  |
| Wilhelm Kienzl                  | Der Evangelimann                       | Marthe              |  |
|                                 | Urvasi                                 | Ausinari            |  |
| Franz Liszt                     | Die Legende von der heiligen Elisabeth | Elisabeth           |  |
| Albert Lortzing                 | Undine                                 | Berthalda           |  |
| Pietro Mascagni                 | Cavalleria rusticana                   | Santuzza            |  |
| Giacomo Meyerbeer               | Le Prophète                            | Bertha              |  |
|                                 | Les Huguenots                          | Valentine           |  |
|                                 | Robert der Teufel                      | Alice               |  |
| Carl Millöcker                  | Der arme Jonathan                      | Arabella            |  |
|                                 | Fatinitza                              | Wladimir Michailoff |  |
| Wolfgang Amadeus Mozart         | Don Giovanni                           | Donna Anna          |  |
|                                 | Figaros Hochzeit                       | Gräfin              |  |
|                                 |                                        | Susanne             |  |
|                                 | Die Zauberflöte                        | Pamina              |  |
|                                 |                                        | Erste Dame          |  |
| Jacques Offenbach               | Hoffmanns Erzählungen                  | Giuletta            |  |
| Giacomo Puccini                 | Tosca                                  | Titelpartie         |  |
| Anton Grigorjewitsch Rubinstein | Der Dämon                              | Tamara              |  |
| Richard Strauss                 | Elektra                                | Titelpartie         |  |
|                                 | Salome                                 | Titelpartie         |  |
| Johann Strauß Sohn              | Die Fledermaus                         | Adele               |  |
|                                 |                                        | Ida                 |  |
|                                 | Der Zigeunerbaron                      | Czipra              |  |
|                                 | Jabuka                                 | Jelka               |  |
|                                 | Methusalem                             | Prinz Methusalem    |  |
| Franz von Suppè                 | Boccaccio                              | Titelpartie         |  |
| Giuseppe Verdi                  | Aida                                   | Titelpartie         |  |
|                                 | Ein Maskenball                         | Amalie              |  |
|                                 | Othello                                | Desdemona           |  |
|                                 | Rigoletto                              | Gräfin              |  |
|                                 | Troubadour                             | Leonora             |  |
| Richard Wagner                  | Der fliegende Holländer                | Senta               |  |
|                                 | Götterdämmerung                        | Brünnhilde          |  |
|                                 |                                        | Gutrune             |  |
|                                 | Lohengrin                              | Elsa                |  |
|                                 |                                        | Gertrude            |  |
|                                 |                                        | Ortrud              |  |
|                                 | Parsifal                               | Kundry              |  |
|                                 | Das Rheingold                          | Brünnhilde          |  |
|                                 |                                        | Fricka              |  |
|                                 |                                        | Woglinde            |  |
|                                 | Siegfried                              | Brünnhilde          |  |
|                                 |                                        | Sieglinde           |  |
|                                 |                                        | Waldvogel           |  |
|                                 | Tannhäuser                             | Elisabeth           |  |
|                                 |                                        | Venus               |  |
|                                 | Tristan und Isolde                     | Isolde              |  |
|                                 | Die Walküre                            | Brünnhilde          |  |
|                                 |                                        | Helmwige            |  |
|                                 |                                        | Ortlinde            |  |
|                                 |                                        | Sieglinde           |  |
|                                 |                                        | Waltraude           |  |
|                                 | Rienzi                                 | Irene               |  |
| Siegfried Wagner                | Der Bärenhäuter                        | Lene                |  |
| Adolf Wallnöfer                 | Eddystone                              | Kitty Meadow        |  |
| Carl Maria von Weber            | Abu Hassan                             | Fatime              |  |
|                                 | Euryanthe                              | Titelpartie         |  |
|                                 | Der Freischütz                         | Agathe              |  |
|                                 | Oberon                                 | Rezia               |  |
| Heinrich Zöllner                | Die versunkene Glocke                  | Magda               |  |